# NGC 6094
NGC 6094 في الفهرس العام الجديد، هي مجرة، تقع في كوكبة الدب الأصغر. اكتشفت في 16 مارس 1785 بواسطة ويليام هيرشل.

## روابط خارجية
- NGC 6094 على موقع ويكي سكاي: DSS2, SDSS, GALEX, IRAS, Hydrogen α, X-Ray, Astrophoto, Sky Map, Articles and images